# Eucinostomus entomelas
Eucinostomus entomelas és una espècie de peix pertanyent a la família dels gerrèids.

## Descripció
- Pot arribar a fer 18 cm de llargària màxima.[5][6]

## Alimentació
És omnívor.

## Hàbitat
És un peix marí i d'aigua salabrosa, demersal i de clima tropical.

## Distribució geogràfica
Es troba al Pacífic oriental: des de Mèxic fins al Perú.

## Observacions
És inofensiu per als humans.